# جوفان دوكيتش
جوفان دوكيتش هو لاعب كرة قدم صربي في مركز الوسط، ولد في 13 أغسطس 1992 في بروس في صربيا. لعب مع FK Javor Ivanjica ‏.

## وصلات خارجية
- جوفان دوكيتش على موقع قاعدة بيانات كرة القدم.إي يو (الإنجليزية)
- جوفان دوكيتش على موقع ناشيونال فوتبول تيمز (الإنجليزية)
- جوفان دوكيتش على موقع Soccerbase.com (لاعب) (الإنجليزية)
- جوفان دوكيتش على موقع Soccerway.com (الإنجليزية)
- جوفان دوكيتش على موقع عالم كرة القدم.نت (الإنجليزية)